# 亞扶列街 (雪梨)
亞扶列街是澳洲新南威爾斯州雪梨的一條街道，位於雪梨市地方政府行政區內。街道西起佐治街，東至菲臘街。
街道以維多利亞女皇次子亞弗列命名。